# BG Гончих Псов
BG Гончих Псов (лат. BG Canum Venaticorum) — одиночная переменная звезда в созвездии Гончих Псов на расстоянии приблизительно 157 световых лет (около 48 парсек) от Солнца. Визуальная звёздная величина звезды — от +15,42m до +15,33m.
Открыта Эдвардом Л. Робинсоном и др. в 1977 году***.

## Характеристики
BG Гончих Псов — белый карлик, пульсирующая переменная звезда типа ZZ Кита (ZZA) спектрального класса DA4,4, или DA. Масса — около 0,62 солнечной, радиус — около 0,013 солнечного. Эффективная температура — около 11194 K.